# Druga Liga 1952-1953
La Druga savezna liga FNRJ 1952-1953, conosciuta semplicemente come Druga liga 1952-1953, fu la 7ª edizione della seconda divisione del campionato jugoslavo di calcio, la prima (dopo 3 anni) col calendario autunno-primavera, come nel resto dei paesi europei confinanti. Per il secondo anno consecutivo è costituita dalle Leghe Repubblicane (in croato Republičke lige), cioè a vari gironi su base "regionale", più un girone Inter-Repubblicano croato-sloveno (Međurepublička Hrvatsko-slovenska liga). Dal prossimo anno torna il girone unico.

## Lega inter-repubblicana

### Slovenia-Croazia

#### Gruppo unico
| Pos.                                                               | Squadra            | Pt | G  | V  | N | P  | GF | GS | QR    |
| ------------------------------------------------------------------ | ------------------ | -- | -- | -- | - | -- | -- | -- | ----- |
| 1                                                                  | Proleter Osijek    | 28 | 18 | 13 | 2 | 3  | 50 | 18 | 2,777 |
| 2                                                                  | Odred              | 25 | 18 | 12 | 1 | 5  | 46 | 21 | 2,190 |
| 3                                                                  | Sebenico           | 23 | 18 | 10 | 3 | 5  | 42 | 26 | 1,615 |
| 4                                                                  | Tekstilac Varaždin | 21 | 18 | 9  | 3 | 6  | 31 | 28 | 1,107 |
| 5                                                                  | Kvarner            | 20 | 18 | 8  | 4 | 6  | 30 | 28 | 1,071 |
| 6                                                                  | Branik Maribor     | 19 | 18 | 8  | 3 | 7  | 29 | 34 | 0,852 |
| 7                                                                  | Metalac Zagabria   | 13 | 18 | 4  | 5 | 9  | 22 | 31 | 0,709 |
| 8                                                                  | Slavija Karlovac   | 12 | 18 | 4  | 4 | 10 | 23 | 38 | 0,605 |
| 9                                                                  | Železničar Lubiana | 11 | 18 | 4  | 3 | 11 | 22 | 44 | 0,500 |
| 10                                                                 | Rudar Trbovlje     | 8  | 18 | 4  | 0 | 14 | 23 | 51 | 0,450 |
| Proleter ed Odred vanno alle finali per la promozione in Prva Liga |                    |    |    |    |   |    |    |    |       |

## Leghe repubblicane

### Bosnia Erzegovina

#### Banja Luka
| Pos.                                                       | Squadra                | Pt | G  | V  | N | P | GF | GS | QR    |
| ---------------------------------------------------------- | ---------------------- | -- | -- | -- | - | - | -- | -- | ----- |
| 1                                                          | Borac Banja Luka       | 22 | 14 | 11 | 0 | 3 | 36 | 17 | 2,117 |
| 2                                                          | Sloboda B. Novi        | 15 | 14 | 6  | 3 | 5 | 25 | 17 | 1,470 |
| 3                                                          | Mladost Prijedor       | 15 | 14 | 7  | 1 | 6 | 24 | 22 | 1,090 |
| 4                                                          | Rudar Ljubija          | 13 | 14 | 6  | 1 | 7 | 19 | 23 | 0,826 |
| 5                                                          | Jedinstvo Bihać        | 13 | 14 | 5  | 3 | 6 | 19 | 24 | 0,791 |
| 6                                                          | Kozara                 | 12 | 14 | 4  | 4 | 6 | 21 | 24 | 0,875 |
| 7                                                          | Borac Dubica           | 12 | 14 | 6  | 0 | 8 | 22 | 30 | 0,564 |
| 8                                                          | Željezničar Banja Luka | 10 | 14 | 4  | 2 | 8 | 16 | 25 | 0,640 |
| Borac Banja Luka va alle finali della Repubblica bosniaca. |                        |    |    |    |   |   |    |    |       |

#### Tuzla
| Pos.                                                      | Squadra            | Pt | G  | V | N | P  | GF | GS | QR    |
| --------------------------------------------------------- | ------------------ | -- | -- | - | - | -- | -- | -- | ----- |
| 1                                                         | Jedinstvo Brčko    | 20 | 14 | 9 | 2 | 3  | 41 | 15 | 2,733 |
| 2                                                         | Tekstilac Derventa | 15 | 14 | 6 | 3 | 5  | 41 | 30 | 1,366 |
| 3                                                         | Sloga Doboj        | 15 | 14 | 5 | 5 | 4  | 31 | 29 | 1,068 |
| 4                                                         | Borac Šamac        | 15 | 14 | 7 | 1 | 6  | 26 | 27 | 0,962 |
| 5                                                         | Radnik Bijeljina   | 15 | 14 | 6 | 3 | 5  | 29 | 35 | 0,828 |
| 6                                                         | Proleter Teslić    | 14 | 14 | 6 | 2 | 6  | 26 | 28 | 0,928 |
| 7                                                         | Sloboda Tuzla      | 12 | 14 | 5 | 2 | 7  | 31 | 26 | 1,192 |
| 8                                                         | Drina Zvornik      | 6  | 14 | 2 | 2 | 10 | 12 | 45 | 0,266 |
| Jedinstvo Brčko va alle finali della Repubblica bosniaca. |                    |    |    |   |   |    |    |    |       |

#### Sarajevo
| Pos.                                                  | Squadra             | Pt | G  | V  | N | P  | GF | GS | QR    |
| ----------------------------------------------------- | ------------------- | -- | -- | -- | - | -- | -- | -- | ----- |
| 1                                                     | Željezničar         | 32 | 18 | 15 | 2 | 1  | 75 | 14 | 5,357 |
| 2                                                     | Bosna Sarajevo      | 28 | 18 | 13 | 2 | 3  | 53 | 14 | 3,785 |
| 3                                                     | Čelik Zenica        | 24 | 18 | 10 | 4 | 4  | 52 | 25 | 2,080 |
| 4                                                     | Bratstvo Travnik    | 22 | 18 | 9  | 4 | 5  | 40 | 24 | 1,666 |
| 5                                                     | Rudar Kakanj        | 22 | 18 | 10 | 2 | 6  | 66 | 42 | 1,571 |
| 6                                                     | 20 Oktobar Sarajevo | 18 | 18 | 7  | 4 | 7  | 35 | 30 | 1,166 |
| 7                                                     | Borac Jajce         | 15 | 18 | 5  | 5 | 8  | 35 | 45 | 0,777 |
| 8                                                     | Rudar Breza         | 9  | 18 | 4  | 1 | 13 | 25 | 74 | 0,337 |
| 9                                                     | Kiseljak            | 7  | 18 | 1  | 5 | 12 | 15 | 63 | 0,238 |
| 10                                                    | Romanija Pale       | 3  | 18 | 1  | 1 | 16 | 9  | 71 | 0,126 |
| Željezničar va alle finali della Repubblica bosniaca. |                     |    |    |    |   |    |    |    |       |

#### Mostar
Mancano i risultati dell'ultima giornata.
| Pos.                                             | Squadra               | Pt | G  | V  | N | P  | GF | GS | QR    |
| ------------------------------------------------ | --------------------- | -- | -- | -- | - | -- | -- | -- | ----- |
| 1                                                | Borac Čapljina        | 25 | 15 | 12 | 1 | 2  | 52 | 23 | 2,260 |
| 2                                                | Leotar                | 24 | 15 | 11 | 2 | 2  | 57 | 21 | 2,714 |
| 3                                                | Hercegovac Bileća     | 19 | 15 | 8  | 3 | 4  | 30 | 34 | 0,882 |
| 4                                                | Lokomotiva Mostar     | 17 | 15 | 8  | 1 | 6  | 56 | 38 | 1,473 |
| 5                                                | Prenj Konjic          | 17 | 15 | 8  | 1 | 6  | 42 | 30 | 1,400 |
| 6                                                | Iskra Stolac          | 16 | 15 | 7  | 2 | 6  | 47 | 38 | 1,236 |
| 7                                                | Turbina Jablanica     | 7  | 15 | 2  | 3 | 10 | 20 | 48 | 0,416 |
| 8                                                | Lištica Široki Brijeg | 6  | 15 | 3  | 0 | 12 | 19 | 54 | 0,351 |
| 9                                                | Sloga Ljubuški        | 5  | 15 | 2  | 1 | 5  | 16 | 53 | 0,301 |
| Leotar va alle finali della Repubblica bosniaca. |                       |    |    |    |   |    |    |    |       |

### Serbia

#### Vojvodina
| Pos.                                                                  | Squadra                | Pt | G  | V  | N | P  | GF | GS | QR    |
| --------------------------------------------------------------------- | ---------------------- | -- | -- | -- | - | -- | -- | -- | ----- |
| 1                                                                     | Dinamo Pančevo         | 33 | 22 | 15 | 3 | 4  | 62 | 21 | 2,952 |
| 2                                                                     | Radnički Sombor        | 30 | 22 | 14 | 2 | 6  | 17 | 30 | 0,566 |
| 3                                                                     | Proleter Zrenjanin     | 29 | 22 | 14 | 1 | 7  | 47 | 29 | 1,620 |
| 4                                                                     | Trgovački Novi Sad     | 26 | 22 | 11 | 4 | 8  | 50 | 38 | 1,315 |
| 5                                                                     | 6. Oktobar             | 22 | 22 | 8  | 6 | 8  | 46 | 33 | 1,393 |
| 6                                                                     | Senta                  | 21 | 22 | 9  | 3 | 10 | 28 | 33 | 0,848 |
| 7                                                                     | TSK Temerin            | 21 | 22 | 9  | 3 | 10 | 34 | 43 | 0,790 |
| 8                                                                     | Slavija Novi Sad       | 20 | 22 | 9  | 2 | 11 | 44 | 48 | 0,916 |
| 9                                                                     | Jedinstvo S.Pazova     | 18 | 22 | 7  | 4 | 11 | 49 | 57 | 0,859 |
| 10                                                                    | Zvezda Subotica        | 17 | 22 | 6  | 5 | 11 | 37 | 43 | 0,860 |
| 11                                                                    | Jedinstvo Vršac        | 17 | 22 | 7  | 3 | 12 | 27 | 51 | 0,529 |
| 12                                                                    | Jedinstvo Bačka Topola | 10 | 22 | 3  | 4 | 15 | 14 | 51 | 0,274 |
| Dinamo, Radnički e Proleter vanno alle finali della Repubblica serba. |                        |    |    |    |   |    |    |    |       |

#### Kragujevac
| Pos.                                            | Squadra                 | Pt | G  | V  | N | P  | GF | GS | QR    |
| ----------------------------------------------- | ----------------------- | -- | -- | -- | - | -- | -- | -- | ----- |
| 1                                               | Napredak Kruševac       | 27 | 18 | 12 | 3 | 3  | 44 | 16 | 2,750 |
| 2                                               | Šumadija Aranđelovac    | 25 | 18 | 10 | 5 | 3  | 48 | 36 | 1,333 |
| 3                                               | Sloga Rankovićevo       | 21 | 18 | 7  | 7 | 4  | 38 | 22 | 1,727 |
| 4                                               | Borac Čačak             | 21 | 18 | 8  | 5 | 5  | 33 | 21 | 1,571 |
| 5                                               | Radnički Kragujevac     | 21 | 18 | 10 | 1 | 7  | 43 | 28 | 1,535 |
| 6                                               | Radnički Svilajnac      | 19 | 18 | 8  | 3 | 7  | 36 | 36 | 1,000 |
| 7                                               | Takovo Gornji Milanovac | 16 | 18 | 6  | 4 | 8  | 23 | 31 | 0,741 |
| 8                                               | Mladost Svetozarevo     | 15 | 18 | 5  | 5 | 8  | 30 | 36 | 0,833 |
| 9                                               | Železničar Rankovićevo  | 8  | 18 | 3  | 2 | 13 | 20 | 55 | 0,363 |
| 10                                              | Železničar Lapovo       | 7  | 18 | 2  | 3 | 13 | 10 | 44 | 0,227 |
| Napredak va alle finali della Repubblica serba. |                         |    |    |    |   |    |    |    |       |

#### Niš
| Pos.                                                | Squadra               | Pt | G  | V  | N | P  | GF | GS | QR    |
| --------------------------------------------------- | --------------------- | -- | -- | -- | - | -- | -- | -- | ----- |
| 1                                                   | Radnički Niš          | 28 | 18 | 13 | 2 | 3  | 58 | 26 | 2,230 |
| 2                                                   | Timok                 | 23 | 18 | 10 | 3 | 5  | 29 | 25 | 1,160 |
| 3                                                   | Dinamo Niš            | 21 | 18 | 8  | 5 | 5  | 35 | 31 | 1,129 |
| 4                                                   | Bor                   | 20 | 18 | 8  | 4 | 6  | 33 | 39 | 0,846 |
| 5                                                   | Topličanin Prokuplje  | 18 | 18 | 7  | 4 | 7  | 40 | 35 | 1,142 |
| 6                                                   | Dubočica Leskovac     | 18 | 18 | 8  | 2 | 8  | 40 | 36 | 1,111 |
| 7                                                   | Dinamo Vranje         | 17 | 18 | 7  | 3 | 8  | 33 | 35 | 0,942 |
| 8                                                   | Železničar Niš        | 15 | 18 | 7  | 1 | 10 | 34 | 35 | 0,971 |
| 9                                                   | Hajduk Veljko Negotin | 14 | 18 | 5  | 4 | 9  | 37 | 51 | 0,725 |
| 10                                                  | Tekstilac Leskovac    | 6  | 18 | 2  | 2 | 14 | 26 | 60 | 0,433 |
| Radnički Niš va alle finali della Repubblica serba. |                       |    |    |    |   |    |    |    |       |

#### Kosovo-Metochia
| Pos.                                          | Squadra             | Pt | G  | V  | N | P  | GF | GS | QR    |
| --------------------------------------------- | ------------------- | -- | -- | -- | - | -- | -- | -- | ----- |
| 1                                             | FK Trepča           | 29 | 18 | 14 | 1 | 3  | 71 | 29 | 2,448 |
| 2                                             | Buducnost Peć       | 28 | 18 | 14 | 0 | 4  | 79 | 21 | 3,761 |
| 3                                             | Kosovo Priština     | 28 | 18 | 12 | 4 | 2  | 58 | 23 | 2,521 |
| 4                                             | Zvečan              | 17 | 18 | 7  | 3 | 8  | 27 | 35 | 0,771 |
| 5                                             | Milicionar Priština | 16 | 18 | 6  | 4 | 8  | 34 | 33 | 1,030 |
| 6                                             | Metohija Prizen     | 16 | 18 | 8  | 0 | 10 | 36 | 46 | 0,782 |
| 7                                             | Borac Uroševac      | 15 | 18 | 7  | 1 | 10 | 44 | 52 | 0,846 |
| 8                                             | Vëllaznimi Đakovica | 14 | 18 | 5  | 4 | 9  | 34 | 37 | 0,918 |
| 9                                             | Sloga Lipljan       | 9  | 18 | 3  | 3 | 12 | 26 | 76 | 0,342 |
| 10                                            | CZ Gnjilane         | 8  | 18 | 3  | 2 | 13 | 18 | 70 | 0,257 |
| Trepça va alle finali della Repubblica serba. |                     |    |    |    |   |    |    |    |       |

#### Belgrado Provincia
| Pos.                                               | Squadra              | Pt | G  | V  | N | P  | GF | GS | QR    |
| -------------------------------------------------- | -------------------- | -- | -- | -- | - | -- | -- | -- | ----- |
| 1                                                  | Mačva Šabac          | 34 | 22 | 15 | 4 | 3  | 63 | 20 | 3,150 |
| 2                                                  | Smederevo            | 31 | 22 | 14 | 3 | 5  | 53 | 24 | 2,208 |
| 3                                                  | Budućnost Valjevo    | 27 | 22 | 12 | 3 | 7  | 48 | 34 | 1,411 |
| 4                                                  | Mladi Radnik         | 26 | 22 | 10 | 6 | 6  | 49 | 48 | 1,020 |
| 5                                                  | Radnički Obrenovac   | 25 | 22 | 11 | 3 | 8  | 39 | 31 | 1,258 |
| 6                                                  | Radnički Valjevo     | 20 | 22 | 8  | 4 | 10 | 36 | 38 | 0,947 |
| 7                                                  | Jedinstvo Ub         | 20 | 22 | 8  | 4 | 10 | 37 | 40 | 0,925 |
| 8                                                  | Jedinstvo Mladenovac | 19 | 22 | 7  | 5 | 10 | 39 | 46 | 0,847 |
| 9                                                  | Rudar Kostolac       | 17 | 22 | 6  | 5 | 11 | 31 | 40 | 0,775 |
| 10                                                 | Sloga Petrovac       | 16 | 22 | 6  | 4 | 12 | 33 | 59 | 0,559 |
| 11                                                 | Železničar Lajkovac  | 15 | 22 | 6  | 3 | 13 | 28 | 52 | 0,538 |
| 12                                                 | Jasenica Sm. Palanka | 14 | 22 | 6  | 2 | 14 | 17 | 51 | 0,333 |
| Mačva Šabac va alle finali della Repubblica serba. |                      |    |    |    |   |    |    |    |       |

#### Belgrado Città
| Pos.                                                     | Squadra            | Pt | G  | V  | N | P  | GF | GS | QR    |
| -------------------------------------------------------- | ------------------ | -- | -- | -- | - | -- | -- | -- | ----- |
| 1                                                        | Radnički Belgrado  | 29 | 18 | 13 | 3 | 2  | 50 | 14 | 3,571 |
| 2                                                        | Jedinstvo Zemun    | 23 | 18 | 10 | 3 | 5  | 43 | 31 | 1,387 |
| 3                                                        | Šumadija Belgrado  | 21 | 18 | 7  | 7 | 4  | 41 | 28 | 1,464 |
| 4                                                        | Slavija Belgrado   | 18 | 18 | 6  | 6 | 6  | 36 | 34 | 1,058 |
| 5                                                        | Dušanovac Belgrado | 18 | 18 | 7  | 4 | 7  | 28 | 27 | 1,037 |
| 6                                                        | Medicinar Belgrado | 16 | 18 | 6  | 4 | 8  | 31 | 54 | 0,574 |
| 7                                                        | Čukarički          | 14 | 18 | 6  | 3 | 9  | 41 | 37 | 1,108 |
| 8                                                        | Zanatlija Belgrado | 14 | 18 | 4  | 6 | 8  | 29 | 35 | 0,828 |
| 9                                                        | Novi Beograd       | 14 | 18 | 6  | 2 | 10 | 27 | 46 | 0,586 |
| 10                                                       | Naša krila         | 12 | 18 | 5  | 2 | 11 | 32 | 52 | 0,615 |
| Radnički Belgrado va alle finali della Repubblica serba. |                    |    |    |    |   |    |    |    |       |

### Montenegro

#### Gruppo unico
Il campionato avrebbe dovuto essere su due gruppi, tuttavia, dopo aver ottenuto uno sconto del 75% sul tragitto in autobus (unico mezzo di trasporto in Montenegro al tempo), si è optato al girone unico.
| Pos.                                                    | Squadra           | Pt | G  | V  | N | P  | GF | GS | QR    |
| ------------------------------------------------------- | ----------------- | -- | -- | -- | - | -- | -- | -- | ----- |
| 1                                                       | Budućnost         | 23 | 14 | 11 | 1 | 2  | 55 | 14 | 3,928 |
| 2                                                       | Lovćen            | 21 | 14 | 9  | 3 | 2  | 54 | 13 | 4,153 |
| 3                                                       | Radnički Ivangrad | 19 | 14 | 9  | 1 | 4  | 39 | 19 | 2,052 |
| 4                                                       | Sutjeska          | 17 | 14 | 7  | 3 | 4  | 32 | 17 | 1,882 |
| 5                                                       | Iskra Danilovgrad | 10 | 14 | 4  | 2 | 8  | 20 | 58 | 0,344 |
| 6                                                       | Bokelj            | 9  | 14 | 2  | 5 | 7  | 18 | 37 | 0,486 |
| 7                                                       | Arsenal Tivat     | 9  | 14 | 4  | 1 | 9  | 26 | 48 | 0,541 |
| 8                                                       | Mornar            | 4  | 14 | 1  | 2 | 11 | 12 | 46 | 0,260 |
| Budućnost va alle finali per la promozione in Prva Liga |                   |    |    |    |   |    |    |    |       |

### Macedonia

#### Skopje
| Pos.                                                 | Squadra           | Pt | G  | V  | N | P  | GF | GS | QR    |
| ---------------------------------------------------- | ----------------- | -- | -- | -- | - | -- | -- | -- | ----- |
| 1                                                    | Rabotnički        | 26 | 14 | 12 | 2 | 0  | 41 | 11 | 3,727 |
| 2                                                    | Napredak Kumanovo | 20 | 14 | 9  | 2 | 3  | 36 | 20 | 1,800 |
| 3                                                    | Sloga Skopje      | 18 | 14 | 6  | 6 | 2  | 27 | 17 | 1,588 |
| 4                                                    | Metalec Skopje    | 15 | 14 | 5  | 5 | 4  | 31 | 20 | 1,550 |
| 5                                                    | Tekstilac Skopje  | 14 | 14 | 6  | 2 | 6  | 20 | 23 | 0,869 |
| 6                                                    | SSK Skopje        | 13 | 14 | 5  | 3 | 6  | 18 | 25 | 0,720 |
| 7                                                    | Bratstvo Gostivar | 4  | 14 | 2  | 0 | 12 | 22 | 39 | 0,564 |
| 8                                                    | Ljuboten Tetovo   | 2  | 14 | 1  | 0 | 13 | 11 | 45 | 0,244 |
| Rabotnički va alle finali della Repubblica macedone. |                   |    |    |    |   |    |    |    |       |

#### Bitola
| Pos.                                               | Squadra          | Pt | G  | V  | N | P  | GF | GS | QR    |
| -------------------------------------------------- | ---------------- | -- | -- | -- | - | -- | -- | -- | ----- |
| 1                                                  | Rabotnik Bitola  | 23 | 14 | 11 | 1 | 2  | 40 | 8  | 5,000 |
| 2                                                  | Pobeda           | 22 | 14 | 11 | 0 | 3  | 55 | 12 | 4,583 |
| 3                                                  | Karaorman Struga | 19 | 14 | 9  | 1 | 4  | 38 | 17 | 2,235 |
| 4                                                  | Ohrid            | 19 | 14 | 9  | 1 | 4  | 35 | 21 | 1,666 |
| 5                                                  | Udarnik          | 10 | 14 | 4  | 2 | 8  | 19 | 32 | 0,593 |
| 6                                                  | Pelister         | 9  | 14 | 4  | 1 | 9  | 22 | 47 | 0,468 |
| 7                                                  | Prespa Resen     | 7  | 14 | 3  | 1 | 10 | 19 | 47 | 0,404 |
| 8                                                  | Napredok Kičevo  | 3  | 14 | 1  | 1 | 12 | 16 | 65 | 0,246 |
| Rabotnik va alle finali della Repubblica macedone. |                  |    |    |    |   |    |    |    |       |

#### Štip
| Pos.                                                 | Squadra             | Pt | G  | V | N | P  | GF | GS | QR    |
| ---------------------------------------------------- | ------------------- | -- | -- | - | - | -- | -- | -- | ----- |
| 1                                                    | Bregalnica Štip     | 19 | 14 | 8 | 3 | 3  | 34 | 13 | 2,615 |
| 2                                                    | Belasica            | 17 | 14 | 7 | 3 | 4  | 23 | 12 | 1,916 |
| 3                                                    | Crvena Zvezda Veles | 17 | 14 | 8 | 1 | 5  | 27 | 17 | 1,588 |
| 4                                                    | Tikveš Kavadarci    | 15 | 14 | 5 | 5 | 4  | 27 | 21 | 1,285 |
| 5                                                    | Kožuf Gevgelija     | 15 | 14 | 6 | 3 | 5  | 27 | 22 | 1,227 |
| 6                                                    | Osogovo Kočani      | 15 | 14 | 5 | 5 | 4  | 22 | 21 | 1,047 |
| 7                                                    | Vardar Negotino     | 7  | 14 | 2 | 3 | 9  | 16 | 41 | 0,390 |
| 8                                                    | Ovče Pole           | 7  | 14 | 3 | 1 | 10 | 8  | 38 | 0,210 |
| Bregalnica va alle finali della Repubblica macedone. |                     |    |    |   |   |    |    |    |       |

## Finali repubblicane
Nella Slovenia, nella Croazia e nel Montenegro non sono servite le finali poiché erano a girone unico.

### Finali Bosnia Erzegovina
| Pos. | Squadra          | Pt | G | V | N | P | GF | GS | QR    |
| ---- | ---------------- | -- | - | - | - | - | -- | -- | ----- |
| 1    | Borac Banja Luka | 9  | 6 | 3 | 3 | 0 | 15 | 6  | 2,500 |
| 2    | Željezničar      | 7  | 6 | 2 | 3 | 1 | 17 | 8  | 2,125 |
| 3    | Jedinstvo Brčko  | 7  | 6 | 3 | 1 | 2 | 12 | 15 | 0,800 |
| 4    | Leotar           | 1  | 6 | 0 | 1 | 5 | 7  | 22 | 0,318 |

Il Borac Banja Luka prosegue nelle finali per la promozione in Prva Liga.

### Finali Serbia
| Squadra 1          | Totale | Squadra 2         | Andata | Ritorno |
| ------------------ | ------ | ----------------- | ------ | ------- |
| QUARTI DI FINALE   |        |                   |        |         |
| Proleter Zrenjanin | 8 - 3  | FK Trepča         | 5 - 2  | 3 - 1   |
| Dinamo Pančevo     | 2 - 4  | Napredak Kruševac | 2 - 2  | 0 - 2   |
| Radnički Belgrado  | 7 - 4  | Radnički Niš      | 4 - 2  | 3 - 2   |
| Radnički Sombor    | 1 - 9  | Mačva Šabac       | 0 - 1  | 1 - 8   |
| SEMIFINALI         |        |                   |        |         |
| Proleter Zrenjanin | 1 - 6  | Radnički Belgrado | 1 - 1  | 0 - 5   |
| Mačva Šabac        | 4 - 2  | Napredak Kruševac | 3 - 0  | 1 - 2   |
| FINALE             |        |                   |        |         |
| Radnički Belgrado  | 4 - 2  | Mačva Šabac       | 2 - 1  | 2 - 1   |

Il Radnički Belgrado prosegue nelle finali per la promozione in Prva Liga.

### Finali Macedonia
| and.  | Risultati                           | rit.  |
| ----- | ----------------------------------- | ----- |
| 4 - 1 | Rabotnik Bitola - Bregalnica Štip   | 4 - 3 |
| 0 - 2 | Rabotnik Bitola - Rabotnički Skopje | 2 - 5 |
| 9 - 0 | Rabotnički Skopje - Bregalnica Štip | 2 - 4 |

| Classifica        | P.ti | G | V | N | P | GF | GS | QR    |
| ----------------- | ---- | - | - | - | - | -- | -- | ----- |
| Rabotnički Skopje | 6    | 4 | 3 | 0 | 1 | 18 | 6  | 3,000 |
| Rabotnik Bitola   | 4    | 4 | 2 | 0 | 2 | 10 | 11 | 0,909 |
| Bregalnica Štip   | 2    | 4 | 1 | 0 | 3 | 8  | 19 | 0,421 |

Il Rabotnički prosegue nelle finali per la promozione in Prva Liga.

## Finali per la promozione in Prva liga

### Gruppo Ovest
| and.  | Risultati        | rit.  |
| ----- | ---------------- | ----- |
| 2 - 0 | Odred - Borac    | 3 - 2 |
| 2 - 3 | Proleter - Odred | 0 - 1 |
| 1 - 1 | Borac - Proleter | 0 - 5 |

| Classifica       | P.ti | G | V | N | P | GF | GS | QR    |
| ---------------- | ---- | - | - | - | - | -- | -- | ----- |
| Odred            | 8    | 4 | 4 | 0 | 0 | 9  | 4  | 2,250 |
| Proleter Osijek  | 3    | 4 | 1 | 1 | 2 | 8  | 5  | 1,600 |
| Borac Banja Luka | 1    | 4 | 0 | 1 | 3 | 3  | 11 | 0,272 |

- Odred e  Proleter Osijek promosse in Prva Liga 1953-1954.

### Gruppo Est
| and.  | Risultati              | rit.  |
| ----- | ---------------------- | ----- |
| 1 - 2 | Budućnost - Radnički   | 1 - 3 |
| 3 - 1 | Rabotnički - Budućnost | 1 - 1 |
| 3 - 0 | Radnički - Rabotnički  | 1 - 2 |

| Classifica        | P.ti | G | V | N | P | GF | GS | QR    |
| ----------------- | ---- | - | - | - | - | -- | -- | ----- |
| Radnički Belgrado | 6    | 4 | 3 | 0 | 1 | 9  | 4  | 2,250 |
| Rabotnički        | 5    | 4 | 2 | 1 | 1 | 6  | 6  | 1,000 |
| Budućnost         | 1    | 4 | 0 | 1 | 3 | 4  | 9  | 0,444 |

- Radnički Belgrado e  Rabotnički promosse in Prva Liga 1953-1954.